# Frideborg

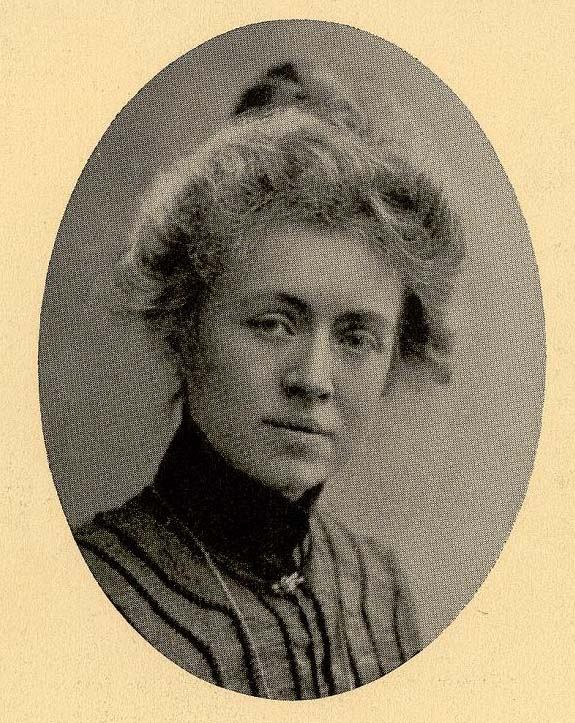
Frida Stéenhoff

Frideborg är ett kvinnonamn med tyskt ursprung, bildat av orden 'frid', ('fred' eller i en äldre betydelse 'skön', 'älskad') och 'borg' som betyder 'beskydd'. Det äldsta belägget i Sverige är från år 1865.
Namnet var populärt i slutet av 1800-talet och första halvan av 1900-talet, vilket gör att det totalt sett fortfarande är ett ganska vanligt namn även om det är ovanligt bland de yngsta.[källa behövs]
Den 31 december 2014 fanns det totalt 2 434 kvinnor folkbokförda i Sverige med namnet Frideborg, varav 103 bar det som tilltalsnamn.
Namnsdag: 12 januari (sedan 1901)
Personer
- Mor Frideborg
- Helga Frideborg Maria Stéenhoff
- Berit Gustava Frideborg Spong